# Muani nemzetközi repülőtér
A Muani nemzetközi repülőtér (IATA: MWX, ICAO: RKJB) Dél-Korea egyik nemzetközi repülőtere, amely Kvangdzsu közelében található. Éves utasforgalma 29 394 fő (2022). Üzemeltetője a Korea Airports Corporation.

## Futópályák
A repülőtér futópályái:
- 01/19 (2800 m, beton)

## Forgalom
Az utasforgalom az elmúlt években az alábbi módon változott:
| Utasok száma | 15 223 | 57 716 | 100 021 | 96 166 | 178 414 | 311 922 | 298 016 | 895 410 | 112 938 | 29 394 |
|              | 2007   | 2009   | 2010    | 2012   | 2014    | 2015    | 2017    | 2019    | 2020    | 2022   |

## Balesetek
- A Jeju Air 2216-os járatának katasztrófája: 2024. december 29-én a repülőtéren nem tudott leszállni a Jeju Air Bangkokból érkező 2216-os járata, túlfutott a kifutópályán, és egy falba ütközött. A balesetet csak két légiutas kísérő élte túl súlyos sérülésekkel, minden (175) utas és négy személyzeti tag meghalt.[2]